# Erik Kronvall
Karl Erik Axel Kronvall, född 3 november 1904 i Stockholm, död 24 augusti 1974, var en svensk diplomat.

## Biografi
Kronvall avlade juris kandidatexamen i Stockholm 1927 och genomförde tingstjänstgöring 1928–1931 innan han blev attaché vid Utrikesdepartementet (UD) 1932. Kronvall tjänstgjorde i Warszawa, Berlin och Helsingfors 1932–1935. Han var vicekonsul och legationssekreterare i Shanghai 1936–1939, tillförordnad chargé d’affaires 1939–1941, konsulardomare i Kina 1936–1941 och var förste sekreterare vid UD 1941–1944. År 1944 kom Kronvall till arvs- och ersättningsbyrån där han blev byråchef 1946. Därefter var han legationsråd i Warszawa 1947–1949, ambassadråd i Moskva 1949–1951, byråchef vid personalbyrån vid UD 1951. Kronvall var biträdande chef för UD:s rätts- och handelsavdelningen 1952–1955 och fick utrikesråds namn 1952. Han var generalkonsul i New York 1955–1962 och ambassadör i Warszawa 1963–1969.
När den polska regeringens antisemitiska kampanj 1968 fick tusentals judiska polacker att försöka emigrera ansträngde Kronvall sig mycket 1968–1969 för att övertyga UD och utlänningskommissionen om att Sverige borde ta emot de judiska polacker som sökte visum till Sverige. Hans intensiva agerande bidrog till att Sverige 1969 gav visum till de judar som sökte visum från Polen.
Han var ledamot av likvidationsnämnden 1952–1955.
Kronvall var son till expeditionsföreståndaren Axel Kronvall och Hulda, född Söderquist. Han gifte sig 1934 med Birgit Swedberg (1909–2003), dotter till redaktören Thure Swedberg och Dora Twilstegaard. Makarna Kronvall är gravsatta på Norra kyrkogården i Lund.

## Utmärkelser
- Kommendör av Nordstjärneorden (KNO)[5]
- Riddare av Finlands Vita Ros’ orden (RFinlVRO)[5]